# Михилци
Михилци (болг. Михилци) — село в Болгарии. Находится в Пловдивской области, входит в общину Хисаря. Население составляет 175 человек.

## Политическая ситуация
В местном кметстве Михилци, в состав которого входит Михилци, должность кмета (старосты) исполняет Божана Янколова Пампурова (независимый) по результатам выборов правления кметства.
Кмет (мэр) общины Хисаря — Георги Николов Пирянков (инициативный комитет) по результатам выборов в правление общины.